# Jiquipilas
Jiquipilas est une municipalité du Chiapas, au Mexique. Elle couvre une superficie de 1 301,3 km2 et compte 39 109 habitants en 2015,.